# Lemmenjoki
Lemmenjoki (nordsamiska: Leammijohka, "varmälven") är ett vattendrag i Finland.  Det ligger i landskapet Lappland, i den norra delen av landet, 1 000 km norr om huvudstaden Helsingfors. Lemmenjoki har sitt utlopp i sjön Paadarjärvi.
Älven har sina källor i Lemmenjoki nationalpark och är farbar med båt en längre sträcka i nationalparken. En kanotled börjar vid Kultasatama, leder ut ur nationalparken vid Njurkulahti och fortsätter till älvens utlopp och vidare längs Juutuanjoki.